# Beriberi
Il beriberi è una malattia causata da una scarsità di vitamina B1 (o tiamina), necessaria alla conversione del glucosio in energia.

## Cause
La scarsità di tiamina può essere dovuta ad una dieta carente di vitamina B1, o a un'intossicazione da alcool (per lo più presente in alcolisti cronici, poiché l'alcool diminuisce l'assorbimento di tiamina), ma anche da situazioni particolari, come ipertiroidismo, gravidanza, allattamento o febbre, che portano a una richiesta maggiore di vitamina B1.
La vitamina B1 o tiamina è il precursore della TPP o tiamina pirofosfato, cofattore fondamentale del complesso della piruvatodeidrogenasi e della via dei pentoso fosfati. Una carenza di tiamina quindi porterebbe a un deficit di ATP, che potrebbe spiegare l'affaticabilità.

## Complicanze
La malattia provoca danni al sistema nervoso che poi si estendono al sistema cardiovascolare e gastrointestinale, ma i sintomi più evidenti riguardano uno solo dei sistemi. Le manifestazioni neurologiche, prendono abitualmente la forma di una polineurite molto simile a quella di origine alcolica.

## Presentazione clinica
I sintomi sono più o meno legati all'impossibilità delle cellule di utilizzare normalmente il glucosio, a cominciare dalle muscolari e dalle nervose:
- Nel sistema gastrointestinale, le cellule dei muscoli lisci non possono più ricavare energia sufficiente e quindi portano a mancanza di appetito, indigestione, costipazione e diminuzione di acido cloridrico nello stomaco.
- A carico del sistema nervoso, il quadro (detto in questo caso beriberi secco) si palesa con fatica, irritabilità, mancanza di memoria e, successivamente, dolore ai nervi periferici (come bruciore notturno ai piedi) e perdita dei riflessi neurologici. Tali sintomi sono soprattutto a carico degli arti inferiori, ma possono espandersi a quelli superiori per portare poi ad una vera e propria polineurite con polso, pollice, alluce cadenti. Vista quest'ultima conseguenza (ptosi del piede), è caratteristico vedere il paziente che cammina senza appoggiare le dita del piede e il tallone, tenendoli sollevati da terra e sollevando la gamba più del normale, al pari di alcuni animali (cavallo, pecora... che camminano appoggiando solo le dita della zampa e non il garretto, che corrisponde al nostro tallone): da questo segno deriva il nome della malattia, che in malese significa "pecora".
- Nel sistema cardiovascolare (beriberi umido) i sintomi comprendono insufficienza cardiaca, rilassamento delle arterie e delle vene e quindi edemi (eccessi di liquido) alle gambe, fino a dilatazione cardiaca e collasso cardiocircolatorio.
- Possibili anche dolori muscolari come crampi, o finanche atrofia muscolare.

## Galleria d'immagini

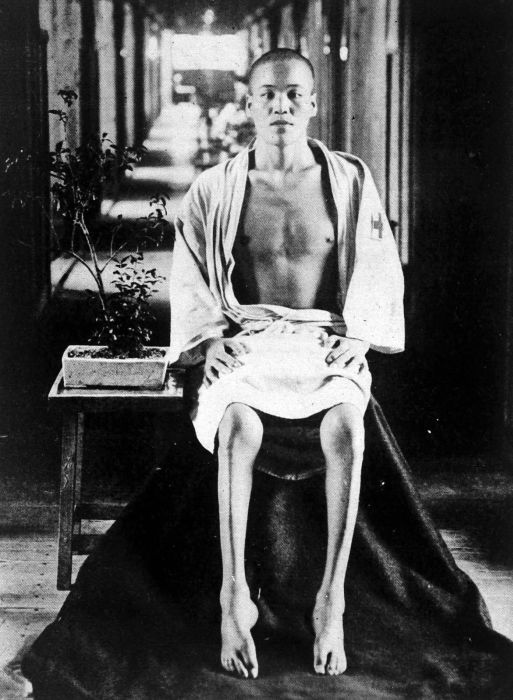
Individuo affetto
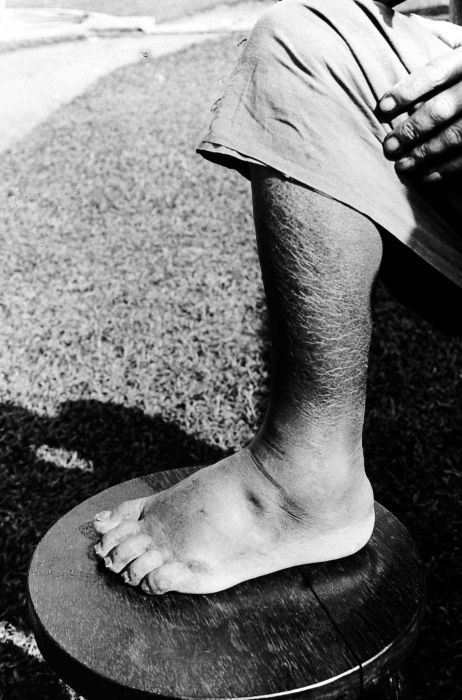
Edema degli arti inferiori.
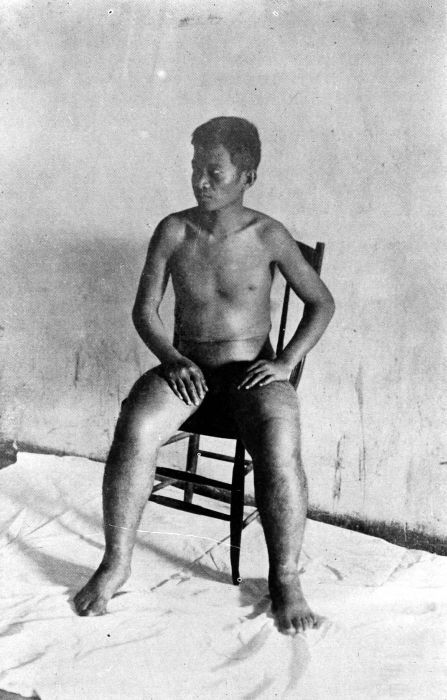
Edema degli arti inferiori.